# Ніка Крижнар
Ніка Крижнар (словен. Nika Križnar) — словенська стрибунка з трампліна, призерка олімпіади та чемпіонату світу. 
Дві медалі, срібну та бронзову, Крижнар привезла зі світової першості 2021 року, що проходила в німецькому Оберстдорфі. Бронзову медаль вона виборола в особистих змаганнях на великому трампліні, а срібну — разом з подругами з команди на нормальному трампліні. 
За підсумками сезону 2020-21 років Крижнар здобула великий кришталевий глобус переможниці Кубка світу в загальному заліку. 
Бронзову олімпійську медаль  Крижнар виборола на Пекінській олімпіаді 2022 року в стрибках з нормального трампліна. 

## Олімпійські ігри
| Рік  | Місто                     | НТ | ЗК  |
| ---- | ------------------------- | -- | --- |
| 2018 | Пхьончхан, Південна Корея | 7  | Н/Д |
| 2022 | Пекін, Китай              | 3  | 1   |